# Чемпионат Узбекистана по русским шашкам среди женщин
Чемпионат Узбекистана по русским шашкам среди женщин — ежегодное соревнование по шашкам. До 1992 года проводились чемпионаты Узбекской ССР.

## Призёры
| Дата | 1                      | 2                 | 3                  |
| ---- | ---------------------- | ----------------- | ------------------ |
| 2014 | Сайёра Юлдашева        | Чарос Баликова    | Сарвиноз Хасанова  |
| 2015 | Сайёра Юлдашева        | Дилафруз Ортикова | Сарвиноз Хасанова  |
| 2016 | Мохинур Умарова        | Нигора Ержигитова | Васфия Бердикулова |
| 2017 | Сайёра Юлдашева        | Ниара Абдишаева   | Чарос Баликова     |
| 2018 | Шахзода Турсунмуротова | Ниара Абдишаева   | Мохинур Умарова    |
| 2019 | Шахзода Турсунмуротова | Ниара Абдишаева   | Сарвиноз Хасанова  |
| 2020 |                        |                   |                    |
| 2021 | Шахзода Турсунмуротова | Мохинур Умарова   | Чарос Баликова     |